# Kiriko Nananan
Kiriko Nananan (魚喃キリコ, Nananan Kiriko, Tsubame, 14 december 1972) is een Japans mangaka. Ze is bekend vanwege haar realistische josei-reeksen en haar sobere tekenstijl. Ze is deel van de "La nouvelle manga"-beweging. Haar debuutwerk publiceerde ze in 1993 in het tijdschrift Garo. Twee van haar werken werden verfilmd: Blue en Strawberry Shortcakes. In 2008 won ze op het Internationaal stripfestival van Angoulême de Prix de l'école supérieure de l'image.

## Stijl
Kiriko Nananan houdt van de ruimte tussen de lijnen. Ze gebruikt de ruimtes tussen kaders en achtergronden als personages om emoties als hoop en leegheid weer te geven. Om deze reden doet ze geen beroep op assistenten (iets wat veel mangaka doen) om details te tekenen. Het zijn namelijk net deze details die de hoofdrol spelen in haar verhalen. Ze tekent elk paneel zodat deze apart gezien kan worden van diens context. Het tekenen van panelen duurt soms wel tot vier uur, waarin ze steeds opnieuw de afbeelding tekent tot deze perfect is.
Nananan baseert haar verhalen en personages op haar eigen gedachtegangen en linkt deze dan samen via fictionele gebeurtenissen. Om deze reden gebruikt ze ook geen schrijfassistenten, omdat zij de enige is die haar verhalen kan vertellen.

## Oeuvre
- Water - kortverhalen / Magazine House, 1996 / ISBN 4-8387-1006-2
- Blue / Magazine House, 1997 / ISBN 4-8387-0896-3
- Itaitashii LOVE (痛々しいラヴ ) - kortverhalen / Magazine House, 1997 / ISBN 4-8387-0937-4
- Haruchin (ハルチン) - komediereeks / Magazine House, 1998 / ISBN 4-8387-0967-6
- Kabocha to Mayonnaise (南瓜とマヨネーズ ) - kortverhalen / Takarajimasha, 1999 / ISBN 4-7966-1634-9
- Strawberry Shortcakes / Shodensha, 2002 / ISBN 4-396-76292-5
- Tanpenshû (短編集 ) - kortverhalen / Asuka Shinsha, 2003 / ISBN 4-87031-540-8

## Filmadaptaties
- Blue (2001)
- Strawberry Shortcakes (2006)